# 프랑스의 자살
《프랑스의 자살》(프랑스어: Le Suicide français)은 프랑스의 일간지 르 피가로의 논설위원 출신 언론인인 '에릭 제무르(Eric Zemmour,56)'가 2014년 10월 출간한 책이다.
그는 이 책에서 이민자, 동성애 등의 문제로 프랑스는 자살의 길을 걷고 있다며 그 시작을 프랑스 5월 혁명으로 지목했다. 현재 그의 책은 비소설 부문에서 베스트셀러 목록에 오르며 프랑스의 뜨거운 화제가 되고 있다.
2022년 12월 16일 한국어판이 출간됐다.

## 같이 보기
- 전통주의 (정치)